# Skallamia
Skallamia is een geslacht van uitgestorven kreeftachtigen uit de klasse van de Malacostraca (hogere kreeftachtigen).

## Soort
- Skallamia buchanani Goedert & Berglund, 2012 †